# 1764
| [ Edytuj tabelę ]              | |
| Król Polski                    | - 1764 Stanisław August Poniatowski 1795 |
| Emir Afganistanu               | - 1747 Ahmed Szah Abdali (padyszach) 1772 |
| Współksiążęta Andory           | - 1763 Francesc Fernández de Xátiva y Contreras 1771 - 1715 Ludwik XV 1774                                                                        |
| Elektor Bawarii                | - 1745 Maksymilian III Józef 1777 |
| Sułtan Brunei                  | - 1762 Omar Ali Saifuddin I 1795 |
| Cesarz Chin                    | - 1735 Qianlong 1796 |
| Król Czech                     | - 1743 Maria Teresa 1780 |
| Król Danii                     | - 1746 Fryderyk V 1766 |
| Dalajlama                      | - 1758 Jamphel Gjaco 1804 |
| Cesarz Etiopii                 | - 1755 Joas I 1769 |
| Król Francji                   | - 1715 Ludwik XV 1774 |
| Król Gruzji                    | - 1762 Herakliusz II 1798 |
| Król Hiszpanii                 | - 1759 Karol III 1788 |
| Landgraf Hesji-Kassel          | - 1760 Fryderyk II Heski 1785 |
| Stadhouder Holandii            | - 1751 Wilhelm V Orański 1795 |
| Szach Iranu                    | - 1750 Karim Chan 1779 |
| Państwo Wielkich Mogołów       | - 1759 Shah Alam II 1806 |
| Król Irlandii                  | - 1760 Jerzy III Hanowerski 1820 |
| Cesarz Japonii                 | - 1762 Go-Sakuramachi 1770 |
| Kalif                          | - 1757 Mustafa III 1773 |
| Patriarcha Konstantynopola     | - 1763 Samuel I Chaceres 1768 |
| Władca Korei                   | - 1724 Yŏngjo 1776 |
| Książę Kurlandii i Semigalii   | - 1763 Ernest Jan Biron 1769 |
| Emir Kuwejtu                   | - 1762 Abd Allah I 1814 |
| Książę Liechtensteinu          | - 1748 Józef Wacław 1772 |
| Sułtan Maroka                  | - 1757 Muhammad III 1790 |
| Książę Monako                  | - 1733 Honoriusz III 1793 |
| Król Nawarry                   | - 1710 Ludwik XV 1774 |
| Król Norwegii                  | - 1746 Fryderyk V 1766 |
| Sułtan Omanu                   | - 1749 Ahmad ibn Sa’id 1783 |
| Elektor Palatynatu             | - 1742 Karol IV Teodor 1799 |
| Papież                         | - 1758 Klemens XIII 1769 |
| Książę Parmy i Piacenzy        | - 1748 Filip 1765 |
| Król Portugalii                | - 1750 Józef 1777 |
| Król w Prusach                 | - 1740 Fryderyk II Wielki 1772 |
| Car Rosji                      | - 1762 Katarzyna II Wielka 1796 |
| Cesarz Rzymski (niemiecki)     | - 1745 Franciszek I Lotaryński 1765 |
| Kapitanowie Regenci San Marino | - 1763 Girolamo Gozi Paolo Tini 1764 - 1764 Giambattista Angeli Antonio Capicchioni 1764 - 1764 Giovanni Antonio Leonardelli Marino Martelli 1765 |
| Elektor Saksonii               | - 1763 Fryderyk August III 1806 |
| Król Sardynii                  | - 1730 Karol Emanuel III 1773 |
| Król Szwecji                   | - 1751 Adolf Fryderyk 1771 |
| Król Tajlandii                 | - 1758 Suriyamarin 1767 |
| Sułtan Turków                  | - 1757 Mustafa III 1774 |
| Doża Wenecji                   | - 1763 Alvise Giovanni Mocenigo 1779 |
| Król Węgier                    | - 1740 Maria Teresa 1780 |
| Monarcha Wielkiej Brytanii     | - 1760 Jerzy III 1820 |
| Premier Wielkiej Brytanii      | - 1763 George Grenville 1765 |

Rok 1764 / MDCCLXIV
stulecia: XVII wiek ~
XVIII wiek ~
XIX wiek

lata: 1754 «
1759 «
1760 «
1761 «
1762 «
1763 «
1764
» 1765
» 1766
» 1767
» 1768
» 1769
» 1774

## Wydarzenia w Polsce
- 6 lutego – sejmiki przedsejmowe w województwach.
- 16 marca – sejmik generalny pruski w Grudziądzu.
- 16 kwietnia – zawiązanie konfederacji generalnej litewskiej, początek wojny domowej między Familią a obozem hetmańskim (sasko-republikańskim).
- 16–20 kwietnia – wkroczenie do Rzeczypospolitej na wezwanie Familii wojsk rosyjskich Katarzyny II.
- 7 maja–23 czerwca – Sejm konwokacyjny.
- 7 maja – manifest obozu hetmańskiego przeciw obecności wojsk rosyjskich na Sejmie.
- 2 czerwca – zaatakowanie Nieświeża przez wojska rosyjskie.
- 4 czerwca – Sejm konwokacyjny powołał Komisję Skarbową Koronną.
- 23 czerwca – zawiązanie konfederacji generalnej koronnej (Czartoryskich).
- 26 czerwca – bitwa pod Słonimem pomiędzy wojskiem Karola Radziwiłła „Panie Kochanku” a wojskami rosyjskimi.
- 27 sierpnia – początek obrad sejmu elekcyjnego.
- 7 września – ostatnia wolna elekcja w I Rzeczypospolitej, wybór na króla Stanisława Poniatowskiego.
- 13 września – Stanisław Poniatowski podpisał pacta conventa, dotyczące osobistych zobowiązań króla.
- 15 września – połączenie się konfederacji litewskiej i konfederacji koronnej.
- 25 listopada – koronowano Stanisława Augusta Poniatowskiego.
- 6 grudnia – wprowadzono zunifikowany system miar.
- Powstały Komisja Wojskowa i Komisja Skarbu.

## Wydarzenia na świecie
- 15 lutego – zostało założone miasto Saint Louis w stanie Missouri.
- 27 lutego – dzieło O obecnym stanie Kościoła i o prawowitej władzy biskupa Rzymu niemieckiego prałata Nicolasa von Hontheima, biskupa pomocniczego Trewiru, używającego pseudonimu Justinus Febronius, zostało umieszczone na kościelnym Indeksie ksiąg zakazanych.
- 27 marca – Józef II Habsburg został wybrany na króla Niemiec.
- 3 kwietnia – Józef II Habsburg został koronowany na króla Niemiec.
- 5 kwietnia – brytyjski parlament uchwalił Ustawę o cukrze.
- 11 kwietnia – podpisano układ rosyjsko-pruski o przymierzu celem którego było m.in. zahamowanie reform w I Rzeczypospolitej.
- 30 czerwca – we Francji doszło do pierwszego ze 104 śmiertelnych ataków na ludzi tzw. bestii z Gévaudan.
- 25 października – przyszły wiceprezydent i prezydent USA John Adams ożenił się z feministką Abigail Smith.
- 26 listopada – zlikwidowano zakon jezuitów we Francji.
- 1 grudnia – oddano do użytku Pałac Królewski w Madrycie.
- Cesare Beccaria opublikował traktat O przestępstwach i karach.
- Ogólny dług państwowy Francji wyniósł 2 350 000 000 liwrów. Wartość ta wyrażona w funtach brytyjskich wynosiłaby (1 funt = ok. 43,6 liwra) ok. 538 999 083 funtów, co biorąc pod uwagę ponad dwukrotnie liczniejszą ówczesną populację Francji oznaczałoby, że per capita dług francuski państwowy byłby mniejszy niż np. dług brytyjski z 1783 roku (232 000 000 funtów). Dług brytyjski był jednak lepiej obsługiwany przez państwo i Bank of England.

## Urodzili się
- 17 marca – William Pinkney, amerykański polityk, dyplomata, senator ze stanu Maryland (zm. 1822)
- 17 kwietnia – Richard Stockton, amerykański prawnik, polityk, senator ze stanu New Jersey (zm. 1828)
- 3 maja – Madame Elisabeth, francuska księżniczka, siostra Ludwika XVI (zm. 1794)
- 28 maja – Edward Livingston, amerykański polityk, sekretarz stanu USA (zm. 1836)
- 13 czerwca – Antoni Luboradzki, polski duchowny katolicki, biskup płocki (zm. 1822)
- 15 czerwca – Zygmunt Vogel, polski malarz i rysownik (zm. 1826)
- 5 lipca – Daniel Mendoza, angielski bokser z okresu walk na gołe pięści (zm. 1836)
- 9 lipca – Ann Radcliffe, brytyjska pisarka (zm. 1823)
- 19 lipca – Krzysztof Celestyn Mrongovius, polski pisarz i tłumacz, leksykograf (zm. 1855)
- 22 sierpnia – Jan Filip Marchand, francuski duchowny katolicki, męczennik, błogosławiony (zm. 1792)
- 17 września – John Goodricke, angielski astronom (zm. 1786)
- 10 listopada – Andrés Manuel del Río, hiszpański mineralog (zm. 1849)
- 1 grudnia – Joseph Knauer, niemiecki duchowny katolicki, biskup wrocławski (zm. 1844)

## Zmarli
- 1 stycznia – Michał Wodzicki, polski duchowny katolicki, biskup przemyski (ur. 1687)
- 15 kwietnia – Madame Pompadour, faworyta francuskiego króla Ludwika XV (ur. 1721)
- 16 lipca (noc z 15 na 16 lipca) – Iwan VI Romanow, car rosyjski (ur. 1740)
- 12 września – Jean-Philippe Rameau, francuski kompozytor (ur. 1683)
- 26 października – William Hogarth, angielski artysta (ur. 1697)

## Święta ruchome
- Tłusty czwartek: 1 marca
- Ostatki: 6 marca
- Popielec: 7 marca
- Niedziela Palmowa: 15 kwietnia
- Wielki Czwartek: 19 kwietnia
- Wielki Piątek: 20 kwietnia
- Wielka Sobota: 21 kwietnia
- Wielkanoc: 22 kwietnia
- Poniedziałek Wielkanocny: 23 kwietnia
- Wniebowstąpienie Pańskie: 31 maja
- Zesłanie Ducha Świętego: 10 czerwca
- Boże Ciało: 21 czerwca